# زبان لاکوتا
زبان لاکوتا (Lakȟótiyapi)، که به آن لاخوتا، تتون یا تتون سیوو نیز گفته می‌شود، یک زبان سیویی است که توسط مردم لاکوتا از قبایل سو گفتگو می‌شود.
زبان لاکوتا با داشتن ۲۰۰۰ گویشور یکی از پرگویشورترین زبان‌های بومی آمریکا در ایالات متحده را داراست که بیشتر آن‌ها در ایالت‌های داکوتای شمالی و داکوتای جنوبی زندگی می‌کنند. یک برنامه زبان لاکوتا بصورت آنلاین برای استفاده کودکان نیز وجود دارد.
این زبان برای نخستین بار توسط مبلغین اروپایی-آمریکایی در حدود سال ۱۸۴۰ به شکل نوشتاری درآمد. قوانین نوشتاری آن از آن زمان تکامل یافته‌است تا نیازها و کاربردهای کنونی را بازتاب دهد.